# Bosniaken in Deutschland
Die Bosniaken in Deutschland sind eine große Volksgruppe von Bosniaken in Deutschland. Mitglieder dieser ethnischen Gruppe lassen sich auf Bosnien und Herzegowina und die als „Sandžak“ bekannte geopolitische Region zurückführen. Sie wanderten zum größten Teil während und nach dem Bosnienkrieg von 1992 bis 1995 nach Deutschland aus. Die größten Gruppen befinden sich in Berlin, Hamburg, München und anderen Großstädten Deutschlands. Schätzungen zufolge gibt es in Deutschland rund 438.000 Bosniaken.

## Geschichte

### Preußen
Die Bosniaken-Lanzenreiter waren eine preußische Armeeeinheit aus Lanzenreitern bosnischer Herkunft. 1745 wurden sie im 1. Husarenregiment „von Ruesch“ organisiert. Im 18. Jahrhundert war der Begriff „Boşnak“ ein Markenzeichen für alle slawischen Muslime in der preußischen Armee.
Die Armee nahm häufig die Funktion einer Militärpolizei des modernen Militärs wahr. Die Bosniakischen Armeesoldaten trugen markante hohe Pelzmützen, verzierte Pferdeschwänze und Seile sowie Embleme der Provinz, in der sie dienten. Als Waffen benutzten sie ihre Schwerter und Speere so wie ihre Gegenstücke in der kaiserlichen Armee – die Kosaken.
Das erste Mal kämpften sie im Siebenjährigen Krieg und zählten fast 1.000 Menschen.
Die ethnische Zusammensetzung der preußischen Bosniaken ist nicht abschließend geklärt. Ursprünglich ging man in der Literatur aufgrund des Namens davon aus, dass sie alle Bosnier seien, also aus Bosnien stammten und ausschließlich oder überwiegend muslimische Bosniaken seien.

### Der Erste Weltkrieg
Während des Ersten Weltkriegs stand Bosnien und Herzegowina unter Österreichisch-Ungarischer Herrschaft und bosnische Soldaten kämpften auf der Seite der Mittelmächte, darunter Deutschland. Es ist jedoch umstritten, inwieweit die Bosnier das österreichisch-ungarische Regime und seine Kriegsanstrengungen bereitwillig unterstützten.
Während Bosnier in die Österreichisch-Ungarische Armee eingezogen und an verschiedene Fronten geschickt wurden, darunter an die Ostfront gegen Russland und die Italienische Front, ist es schwierig zu bestimmen, wie viele von ihnen dies freiwillig taten. Einige Bosnier waren möglicherweise durch Pflichtgefühl oder Loyalität gegenüber ihren Herrschern motiviert, während andere möglicherweise zum Kampf gezwungen wurden.
Einigen Schätzungen zufolge kämpften im Ersten Weltkrieg etwa 150.000 Bosnier in der Österreichisch-Ungarischen Armee. Die genaue Zahl ist jedoch ungewiss, und es ist möglich, dass einige Bosniaken auch auf der Seite der alliierten Mächte kämpften, insbesondere auf der Seite der Gegner zur österreichisch-ungarischen Herrschaft.
Neben ihrem Militärdienst waren Bosniaken auch an verschiedenen anderen Aspekten der Kriegsanstrengungen beteiligt, unter anderem als Arbeiter in Fabriken zur Herstellung von Kriegsmaterial und als Teil der Logistik- und Transporteinheiten zur Unterstützung des Militärs. Einige Bosnier spielten auch eine wichtige Rolle als Dolmetscher und Führer für die österreichisch-ungarischen Streitkräfte auf dem Balkan und stützten sich dabei auf ihre Kenntnisse der lokalen Sprachen und des Geländes.
Nicht alle Bosniaken unterstützten das Österreichisch-Ungarische Regime oder seine Kriegsanstrengungen. Einige Bosnier waren gegen die Österreichisch-Ungarische Herrschaft und sympathisierten mit den Alliierten. Der Krieg hatte auch tiefgreifende Auswirkungen auf die Bosnische Gesellschaft und Politik und trug zum Aufkommen nationalistischer Bewegungen und Spannungen bei, die die Region in den kommenden Jahrzehnten prägen sollten.

### Weimarer Republik
Nach dem Ersten Weltkrieg und der anschließenden Auflösung des Deutschen Reiches wanderten Bosnier auf der Suche nach besseren wirtschaftlichen Möglichkeiten in die Weimarer Republik aus, obwohl die wirtschaftliche Lage der Weimarer Republik aufgrund der angehäuften Schulden, die der Staat vom Kaiserreich geerbt hatte, äußerst instabil war. Obwohl ihre Zahl im Vergleich zu anderen Einwanderergruppen relativ gering war, spielten Bosnier eine bedeutende Rolle im sozialen und kulturellen Leben deutscher Städte wie Berlin und Hamburg.
Viele Bosnier arbeiteten in Branchen wie dem Baugewerbe, dem Bergbau und der Landwirtschaft, wo sie oft mit schwierigen und gefährlichen Arbeitsbedingungen konfrontiert waren. Einige Bosnierinnen arbeiteten auch als Hausangestellte, eine damals übliche Beschäftigung für Einwanderinnen. Trotz der Diskriminierung und Vorurteile einiger Deutscher konnten viele Bosnier in Deutschland ein erfolgreiches Leben für sich und ihre Familien aufbauen.
Auch die während der Weimarer Republik in Deutschland lebenden Bosnier spielten eine wichtige Rolle im kulturellen und intellektuellen Leben des Landes. Bosnische Schriftsteller und Künstler wie Safvet-beg Bašagić erlangten mit ihren Werken Anerkennung und bosnische Musiker und Tänzer traten an Veranstaltungsorten in ganz Deutschland auf.
Der Aufstieg des Nationalsozialismus in den frühen 1930er Jahren hatte jedoch tiefgreifende Auswirkungen auf bosnische und andere Einwanderergruppen in Deutschland. Diskriminierung und Gewalt gegen Einwanderer nahmen zu, und viele Bosnier mussten Deutschland verlassen oder wurden verfolgt.

### Der Zweite Weltkrieg
Während des Zweiten Weltkriegs war Bosnien und Herzegowina Teil des mit den Achsenmächten verbündeten Unabhängigen Staates Kroatien, einem Marionettenstaat, der von Nazi-Deutschland und dem faschistischen Italien gegründet wurde. Die Bosnier spielten eine komplexe Rolle in den politischen und militärischen Kämpfen dieser Zeit. Einige unterstützten das Ustaše-Regime, die Mehrheit jedoch leistete aktiven Widerstand mit den Partisanen.
Das Ustaše-Regime, das von kroatischen Nationalisten dominiert wurde, verfolgte eine Politik der Verfolgung und des Völkermords gegen Serben, Juden, Roma und andere vom Regime als „unerwünscht“ angesehene Gruppen. Während viele Bosnier nicht direkt an diesen Gräueltaten beteiligt waren, beteiligten sich einige aktiv daran, insbesondere in den von Ustaše geführten Konzentrationslagern wie Jasenovac.
Allerdings unterstützten nicht alle Bosnier das Ustaše-Regime oder Nazi-Deutschland. Viele Bosniaken und einige Bosnische Kroaten waren gegen die Politik der Ustaše und leisteten auf verschiedene Weise Widerstand gegen das Regime. Einige schlossen sich der jugoslawischen Partisanenwiderstandsbewegung unter der Führung von Josip Broz „Tito“ an, die gegen die Ustaše und ihre Verbündeten, darunter Nazi-Deutschland, kämpfte.

#### 13. Waffen-Gebirgs-Division der SS „Handschar“
Die 13. Waffen-Gebirgs-Division der SS „Handschar“ war eine 1943 aufgestellte Division der Waffen-SS, in der mehrheitlich Bosniaken und Kroaten dienten. Die Division wurde nach dem Handschar benannt, einem Krummdolch, der zuvor während der Besetzung Bosniens und Herzegowinas durch Österreich-Ungarn als Wappen verwendet wurde.
Die Division wurde im Rahmen der Bemühungen Nazi-Deutschlands gebildet, nichtdeutsche Soldaten für die Waffen-SS zu rekrutieren. Angesichts der geopolitischen Umstände sahen sich viele Bosniaken gezwungen, entweder der Handschar-Division oder der Jugoslawischen Volksbefreiungsarmee beizutreten. Die Tschetniks und Achsenmächte hatten viele Städte und Dörfer überfallen und umkämpft, wodurch sie zwischen den Partisanen und den Ustascha wählen mussten, um ihre Familien und Dörfer zu schützen. Die bosnischen Muslime wurden aufgrund ihrer gemeinsamen Opposition gegen die Jugoslawische Königsregierung und ihrer vermeintlichen gemeinsamen Interessen mit Deutschland sowie Hitlers angeblicher Faszination für den Islam durch den syrischen Imam Izz ad-Din al-Qassam und die Bosniaken als potenzielle Verbündete des nationalsozialistischen Deutschlands angesehen. Der palästinensische Mufti Amin al-Husseini bereiste den Balkan, um junge Bosniaken für ihre Sache zu gewinnen.
Die Handschar-Division war ursprünglich für den Einsatz an der Ostfront vorgesehen, wurde aber aufgrund von Personalmangel stattdessen teilweise auf den Balkan und nach Frankreich entsandt, um dort die Jugoslawischen Partisanen und Tschetniks zu bekämpfen, bzw. die Alliierten.
Nach dem Zweiten Weltkrieg wurden viele ehemalige Mitglieder der Handschar-Division wegen Kriegsverbrechen, darunter Verbrechen gegen die Menschlichkeit und Völkermord durch die SFR Jugoslawien, vor Gericht gestellt und verurteilt.
Die Meuterei der 13. SS-Handschar-Division bei Villefranche de Rouergue

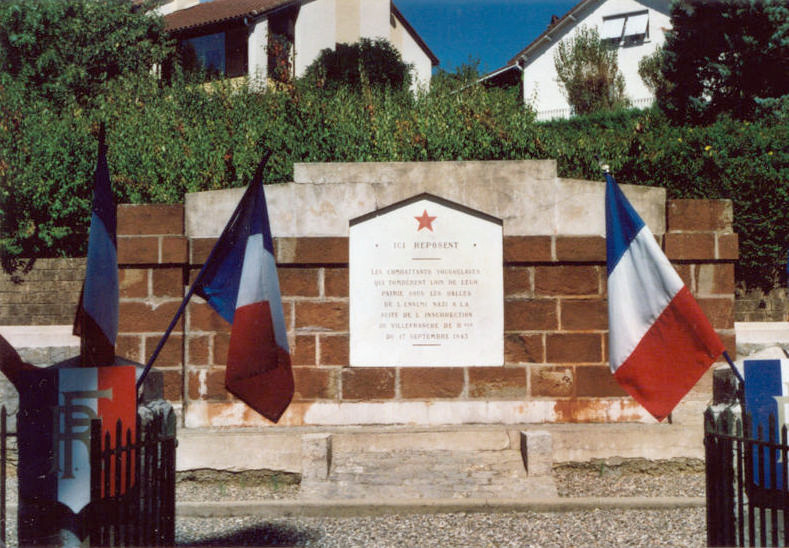
Das ursprüngliche „Monument für die Befreiungskämpfer“ in Villefranche wurde 1952 errichtet.

Die Gemeinde in Villefranche-de-Rourgeue ist der Name für die Ereignisse, die sich am 17. September 1943 in Villefranche-de-Rouge, einer Kleinstadt im besetzten Frankreich, ereigneten, als mehrere Bosniaken der 13. SS-Division „Handschar“ gegen die Deutschen Besatzungstruppen rebellierten mit dem Ziel, sich den Alliierten und der französischen Widerstandsbewegung anzuschließen. Der Aufstand wurde blutig niedergeschlagen, doch nach dem Krieg feierten die Einwohner der Stadt die Rebellen als Helden und Märtyrer. Den verfügbaren Zeugenaussagen zufolge führte Ferid Džanić, ein ehemaliger Leutnant der Heimgarde und mutmaßlicher Sympathisant der Kommunistischen Partei Jugoslawiens, den Aufstand in Villefranche-de-Rouergue an. Unterstützt von mehreren Anhängern der Division planten sie die Revolte, um sich den Alliierten anzuschließen. Džanić knüpfte Kontakte zur örtlichen Widerstandsbewegung und bat um alliierte Unterstützung, die jedoch nicht gewährt wurde. Der Aufstand erfolgte nach der Kapitulation Italiens, in der Hoffnung auf eine alliierte Intervention gegen die Achsenmächte.

### Kalter Krieg
Die Bosniaken kamen in den 1950er Jahren im Zuge einer größeren Migrationswelle aus Südeuropa nach Deutschland. In Westdeutschland waren sie in der boomenden verarbeitenden Industrie und im Baugewerbe beschäftigt. In Ostdeutschland waren sie hauptsächlich in der Landwirtschaft und der Textilindustrie tätig.
Das Gastarbeiterprogramm bot Bosniaken die Möglichkeit, höhere Löhne zu verdienen und ihre Familien in der Heimat zu unterstützen. Für viele Bosniaken bot Deutschland die Chance auf ein besseres Leben, doch die Erfahrung als Gastarbeiter war nicht immer positiv. Einige wären mit Diskriminierung und schlechten Lebens- und Arbeitsbedingungen konfrontiert.
In Westdeutschland wurde das Gastarbeiterprogramm 1973 eingestellt, doch viele Bosniaken entschieden sich zu bleiben und wurden dauerhaft ansässig. In Ostdeutschland wurde das Programm bis zum Fall der Berliner Mauer im Jahr 1989 fortgesetzt. Die Wiedervereinigung Deutschlands im Jahr 1990 führte zu erheblichen Veränderungen im Leben der bosnischen Gastarbeiter, einschließlich verbesserter Reise- und Umsiedlungsmöglichkeiten.

### Die Wiedervereinigung
Während der Wiedervereinigung Deutschlands im Jahr 1990 stand die bosnische Gemeinschaft vor großen Veränderungen. Viele Bosniaken, die in Ostdeutschland gelebt und gearbeitet hatten, waren nach dem Zusammenbruch des Kommunistischen Regimes arbeitslos. Laut einem Bericht des Berliner Instituts für empirische Integrations- und Migrationsforschung standen die Bosniaken in Ostdeutschland nach dem Fall der Berliner Mauer vor großen Herausforderungen. Viele erhielten zunächst Asyl oder eine befristete Aufenthaltserlaubnis, doch als sich die wirtschaftliche Lage verschlechterte, mussten viele aufgrund fehlender Arbeitsmöglichkeiten und sozialer Ausgrenzung das Land verlassen.
Andererseits waren die in Westdeutschland lebenden Bosnier vom wirtschaftlichen Abschwung nach der Wiedervereinigung betroffen.
Der Bosnienkrieg, der 1992 begann, führte zu einem erheblichen Zustrom bosnischer Flüchtlinge nach Deutschland. Nach Angaben des Hohen Flüchtlingskommissars der Vereinten Nationen (UNHCR) suchten während des Krieges rund 350.000 Bosniaken in Deutschland Asyl. Vielen von ihnen gewährte die Bundesregierung Asyl, anderen gewährte sie vorübergehenden Schutz. Deutschland wurde während des Konflikts zum größten Aufnahmeland für Bosnische Flüchtlinge in Europa. Allerdings war die Erfahrung als Flüchtling nicht immer positiv und viele waren mit Diskriminierung und Ausgrenzung konfrontiert. Eine Studie des Berliner Instituts für empirische Integrations- und Migrationsforschung ergab, dass Bosnische Flüchtlinge in Deutschland vor großen Herausforderungen in den Bereichen Bildung, Beschäftigung und soziale Integration stehen. Viele konnten keine Arbeit finden, und diejenigen, die Arbeit fanden, hatten oft Jobs, die unter ihrem Qualifikationsniveau lagen.
Die Bosnische Gemeinschaft in Deutschland spielte eine wichtige Rolle bei der Unterstützung und Hilfe für bosnische Flüchtlinge, und viele Organisationen wurden gegründet, um auf ihre Bedürfnisse einzugehen.

### Gegenwart

Logo der Islamischen Gemeinschaft der Bosniaken in Deutschland

Die Bosnische Gemeinschaft in Deutschland ist seit den 1990er Jahren kontinuierlich gewachsen und zu einem festen Bestandteil der deutschen Gesellschaft geworden. Laut einem Bericht des Statistischen Bundesamtes lebten im Jahr 2023 rund 227.137 Bosniaken in Deutschland, was es zu einer der größten Diasporagemeinschaften des Landes macht. Es wurden jedoch nur die Bosniaken mit bosnischer Staatsbürgerschaft gezählt, was bedeutet, dass die Nachkommen der Bosniaken nicht erfasst wurden. Daher kann man von einer wesentlich größeren Anzahl der Volksgruppe sprechen.
Trotz ihres Beitrags sind Bosniaken in Deutschland weiterhin mit Herausforderungen im Zusammenhang mit Diskriminierung und sozialer Ausgrenzung konfrontiert. Eine Studie des Berliner Instituts für empirische Integrations- und Migrationsforschung ergab, dass Bosnier in Deutschland häufiger arbeitslos sind und auf dem Arbeitsmarkt diskriminiert werden als andere Einwanderergruppen. Darüber hinaus haben viele Bosnier aufgrund von Sprachbarrieren und kulturellen Unterschieden Schwierigkeiten, sich in die deutsche Gesellschaft zu integrieren.
Die bosnische Gemeinschaft in Deutschland lebt ihre Kultur in vollen Zügen aus. Neben Restaurants pflegen sie eigene Kulturvereine und religiöse Gemeinschaften mit Moscheen, wie beispielsweise die „Islamische Gemeinschaft der Bosniaken in Deutschland“, die 1994 gegründet wurde und heute über 70 Moscheen in Deutschland hat.

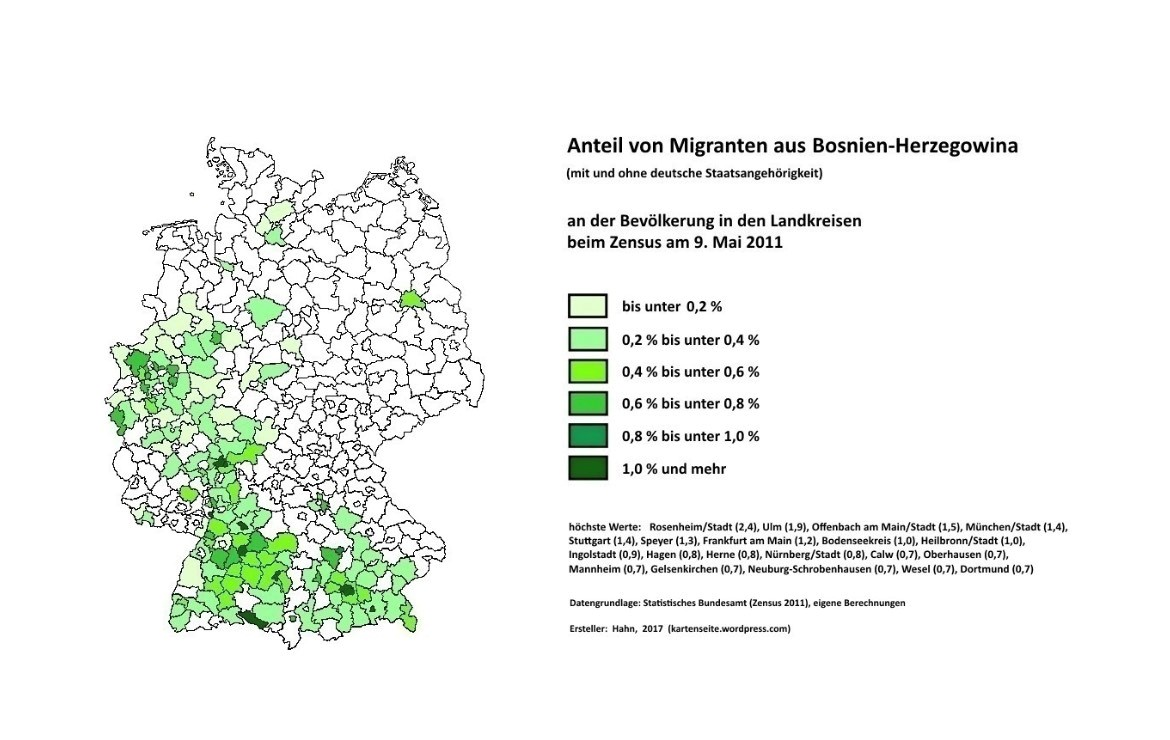
Anteil von Migranten aus Bosnien und Herzegowina in Deutschland

Auch die Bosniaken in Deutschland pflegen eine starke Bindung zu ihrer Heimat. Viele Bosnische Einwanderer in Deutschland überweisen Geld an ihre Familien in Bosnien und Herzegowina und stellen so eine wichtige finanzielle Unterstützungsquelle für ihr Heimatland dar. Auch besuchen sie jährlich ihre Heimat und Familien Vorort.
Einem Bericht des Bundesamtes für Migration und Flüchtlinge zufolge lebten im Dezember 2020 rund 227.137 Menschen Bosnischer Herkunft in Deutschland, was sie zu einer der größten Migrantengruppen des Landes macht. Die Bosniaken in Deutschland konzentrieren sich hauptsächlich auf städtische Gebiete, wobei die größte Bevölkerung in Berlin, Stuttgart und Frankfurt lebt. Der Bericht stellt außerdem fest, dass viele Bosniaken in Deutschland über eine hohe Bildung verfügen und viele über einen Universitätsabschluss verfügen. Darüber hinaus ist die Zahl bosnisch geführter Unternehmen in Deutschland auf dem Vormarsch, mit über 4.000 registrierten Unternehmen im Jahr 2020. Diese Unternehmen tragen erheblich zur deutschen Wirtschaft bei und bieten Beschäftigungsmöglichkeiten sowohl für Bosniaken als auch für Deutsche.

## Bekannte Persönlichkeiten
- Adis Ahmetovic, (SPD-Politiker)
- Edin Hasanovic, Schauspieler
- Figub Brazlevič, Musikproduzent
- RIN, Rapper